# Cyamopsis
Cyamopsis là một chi trong họ Đậu. Các loài thuộc chi này phân bố ở Châu Phi, châu Á và Thái Bình Dương.

## Hình ảnh

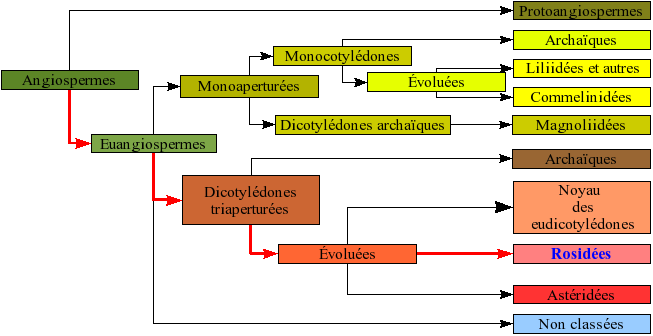